# 宮田茂樹
宮田 茂樹（みやた しげき、1949年11月4日 - 2022年7月29日）は、日本の音楽プロデューサー。東京都杉並区出身。制作に携わったアーティストは、大貫妙子、竹内まりや、EPO、ムーンライダーズ、鈴木さえ子、LITTLE CREATURES、ジョアン・ジルベルト、トニーニョ・オルタ、Nobieなど。

## 略歴
1949年11月4日、東京で生まれる。
1968年、東京都立日比谷高校卒業。
1976年、東京大学文学部卒業。
1976年、株式会社日本ビクター入社。同年RVC（RCA）洋楽部宣伝課に出向。
1977年、株式会社RVC（RCA）邦楽部制作課に異動。
1982年、RVC内にDear Heartレーベルを設立。
1984年、RVCを退社、株式会社MIDI RECORDS（現ミディ）を創設。
1991年、MIDI RECORDS退社。
2022年7月29日、急性心筋梗塞のため、死去。72歳没。

## プロデュース作品（アルバム）
1. 『HIGH TIDE』　Hightide Harris[4]　(RVC/RCA)   '77.09.21
2. 『MIGNONNE』　大貫妙子　(RVC/ RCA)  '78.09.21  *produced with 小倉エージ、牧村憲一
3. 『BEGINNING』　竹内まりや　(RVC/RCA)  '78.11.21  *produced with 牧村憲一[1]
4. 『UNIVERSITY STREET』　竹内まりや　(RVC/RCA)   '79.05,21  *produced with 牧村憲一
5. 『LOVE SONGS』　竹内まりや　(RVC/RCA)  '80.03.05*produced with 牧村憲一
6. 『DOWN TOWN』　EPO　(RVC/RCA)  '80.05,21
7. 『ROMANTIQUE』　大貫妙子　(RVC/RCA)  '80.07.21  *produced with 牧村憲一
8. 『GOODIES』　EPO　(RVC/RCA)  '80.11.21
9. 『Miss M』　竹内まりや　(RVC/RCA)  '80.12.05
10. 『AVENTURE (アヴァンチュール)』 大貫妙子 (RVC/RCA)  '81.05.21 *produced with 牧村憲一
11. 『JOEPO〜1981KHz』　EPO　(RVC/RCA)  '81.09.21
12. 『PORTRAIT』　竹内まりや　(RVC/RCA)  '81.10.21
13. 『う・わ・さ・に・な・り・た・い』　EPO　 (RVC/RCA)   '82.05.21
14. 『Cliché（クリシェ）』　大貫妙子　(RVC/RCA)   '82.09.21
15. 『VIVA MARIYA!!』　竹内まりや　 (RVC/RCA)  '82.10.21
16. 『VITAMIN E・P・O』　EPO　(RVC/Dear Heart)  83.04.05
17. 『J』　ジェイク・コンセプション　(RVC/Dear Heart)  '83.07,21
18. 『I Wish It Could Be Christmas Every day』 鈴木さえ子 (RVC/Dear Heart) '83/07/21 *as an Executive Producer
19. 『SIGNIFIE (シニフィエ)』　大貫妙子　(RVC/Dear Heart)  '83.10.21
20. 『HI・TOUCH-HI・TECH』　EPO　(RVC/Dear Heart) ’84.02.21
21. 『カイエ』　大貫妙子　(RVC/Dear Heart) 　'84.06.05
22. 『THE BEST STATION JOEPO 1980-1984』　EPO　(RVC/Dear Heart)  '84.07.21
23. 『科学と神秘』　鈴木さえ子　(RVC/Dear Heart)  '84/08/21  *as an Executive Producer
24. 『AMATEUR ACADEMY』　ムーンライダーズ  (RVC/Dear Heart)  ‘84.08.21
25. 『HARMONY』　EPO 　(ミディ/Dear Heart)　'85.03.21
26. 『おしゃれテレビ』　野見祐二　(ミディ/MIDI)　'85.06.21
27. 『Copine (コパン)』　大貫妙子 　(ミディ/Dear Heart)  '85.06.21
28. 『緑の法則』　鈴木さえ子 　(ミディ/Dear Heart)  '85.07.21  *as an Executive Producer
29. 『Comin' Soon』　大貫妙子　(ミディ/Dear Heart)　'86.03.21
30. 『PUMP! PUMP!』　EPO　(ミディ/Dear Heart)   '86.05.21
31. 『アフリカ動物パズル』　大貫妙子　(ミディ/Dear Heart)　'86.06.21
32. 『未来派野郎』　坂本龍一　(ミディ/SCHOOL)   '86.6.21  *as an Executive Producer
33. 『GO GO EPO』　EPO　(ミディ/Dear Heart)   '87.04.21
34. 『スタジオ・ロマンチスト （STUDIO ROMANTIC）』　鈴木さえ子　(ミディ/Dear Heart)  '87.06.21  *as an Executive Producer
35. 『A Slice of Life』　大貫妙子 　(ミディ/Dear Heart)  '87.10.05
36. 『POPTRACKS』 EPO　(ミディ/Dear Heart)  '87.12.05
37. 『FREE STYLE』　EPO　(ミディ/Dear Heart)  '88.06.21  *as a Co-producer
38. 『PURISSIMA』　大貫妙子 　(ミディ/Dear Heart)  '88.09.21
39. 『pure acoustic』　大貫妙子 　(ミディ/Dear Heart)  '89.09.09
40. 『CATUPIRY』　小野リサ 　(ミディ/MIDI)　'89.10.21  *as an Executive Producer
41. 『NaNã』　小野リサ　(ミディ/MIDI)　'90.04.2  *as an Executive Producer
42. 『Little Creatures』　LITTLE CREATURES　(ミディ/MIDI)　'90.11.21
43. 『TCHOU』　大貫妙子　（東芝EMI/EASTWORLD）   '95.04.19
44. 『Cocktails』　沢田知可子  （wea japan）  '95.04.25
45. 『Froggie』　五島良子　（Ki/oon）   '95.07.01
46. 『BOSSA DISNEY CARIOCA[5]』　Mario Adnet, Monica Salmaso etc. （avex）　'98.09.24
47. 『João Gilberto in Tokyo』　João Gilberto  （verve） '04.02.21  *produced with João Gilberto
48. 『Lindas[6]』 隼人加織 （ビクターエンタテインメント）   '09.10.07
49. 『Minas Tokyo』　Toninho  Horta 　（Dear Heart）   '13.11.04  *produced with Toninho Horta
50. 『Joiá[7]』　隼人加織 　（Chant d’oiseaux）  '14.04.04
51. 『クレオール・ニッポン』　松田美緒[8] （アルテスパブリシング[9]）    CD-BOOK    '14.12.15    *as a Co-producer